# Black monk time
Black monk time is het debuut- en enige studioalbum van de Amerikaanse garagerockband The Monks. Het album bevat muziek en liedteksten die voor die tijd experimenteel en radicaal waren. De band wordt hierdoor gezien als grondlegger van de punk.

## Ontvangst
Het album werd in eerste instantie gematigd positief ontvangen. Later werd de muziek op het album gezien als protopunk en de geboorteplaats van krautrock.

## Nummers
| Nr. | Titel                              | Duur |
| --- | ---------------------------------- | ---- |
| 1.  | Monk time                          | 2:45 |
| 2.  | Shut up                            | 3:10 |
| 3.  | Boys are boys and girls are choice | 1:25 |
| 4.  | Higgle-dy - piggle-dy              | 2:30 |
| 5.  | I hate you                         | 3:25 |
| 6.  | Oh, how to do now                  | 3:15 |
| 7.  | Complication                       | 2:33 |
| 8.  | We do wie du                       | 2:12 |
| 9.  | Drunken Maria                      | 1:45 |
| 10. | Love came tumblin' down            | 2:30 |
| 11. | Blast off!                         | 2:15 |
| 12. | That's my girl                     | 2:25 |

## Personeel

### Bezetting
- Dave Day - banjo
- Gary Burger - gitaar
- Larry Clark - orgel
- Eddie Shaw - bas
- Roger Johnston - drums

### Productie
- Jimmy Bowien - producer